# Igor Lambarschi
Igor Lambarschi (in russo Игорь Анатольевич Ламбарский?, Igor' Anatol'evič Lambarskij; Edineț, 26 novembre 1992) è un calciatore moldavo naturalizzato russo, difensore svincolato.
Possiede il passaporto russo.

## Carriera

### Nazionale
Con la nazionale moldava Under-21 ha giocato una partita di qualificazione agli Europei di categoria.